# Goodbye Christopher Robin
Goodbye Christopher Robin (bra: Adeus Christopher Robin) é um filme de drama biográfico britânico de 2017 sobre a vida do criador do Ursinho Pooh, A. A. Milne e sua família, especialmente seu filho Christopher Robin. Foi dirigido por Simon Curtis e escrito por Frank Cottrell-Boyce e Simon Vaughan, e estrelado por Domhnall Gleeson, Margot Robbie e Kelly Macdonald. Estreou no Reino Unido em 29 de setembro de 2017.

## Elenco
- Domhnall Gleeson como A. A. Milne
- Margot Robbie como Daphne Milne
- Kelly Macdonald como Olive/Nou
- Will Tilston como Christopher Robin Milne, criança
- Alex Lawther como Christopher Robin Milne
- Phoebe Waller-Bridge como Mary Brown
- Vicki Pepperdine como Betty
- Stephen Campbell Moore como Ernest H. Shepard
- Richard McCabe como Rupert
- Geraldine Somerville como Lady O

## Produção
O desenvolvimento do projeto começou em 2010, com Steve Christian e Nuala Quinn-Barton, e posteriormente Damian Jones, como produtor. Simon Vaughan escreveu o roteiro.
Em junho de 2016 Domhnall Gleeson e Margot Robbie foram confirmados para estrelar o filme, ele no papel de A. A. Milne e ela como a esposa de Milne, Daphne. Kelly Macdonald se juntou ao elenco no final do mês.
As filmagens começaram em setembro de 2016.

## Recepção
No Rotten Tomatoes, o filme tem um índice de aprovação de 63% com base em 173 críticas, com uma nota média de 6,2/10. O consenso crítico do site diz: "Goodbye Christopher Robin luta para equilibrar a tensão do tempo de guerra e a admiração infantil, mas oferece uma visão valiosa da escuridão que obscurece a criação de um clássico conto infantil". No Metacritic, o filme tem uma pontuação média ponderada de 54 de 100, com base em 28 avaliações, indicando "críticas mistas ou médias".